# Athrixia arachnoidea
Athrixia arachnoidea là một loài thực vật có hoa trong họ Cúc. Loài này được J.M.Wood & M.S.Evans ex J.M.Wood mô tả khoa học đầu tiên năm 1901.